# Густаво Переднік
Густаво Переднік (івр. גוסטבו דניאל פרדניק; 21 жовтня 1956 Буенос-Айрес) — ізраїльський автор та педагог аргентинського походження.

## Біографія
Густаво Переднік народився в Буенос-Айресі, Аргентина, 21 жовтня 1956 року в родині Марти (1925—2001) та Самуеля (1923—1994), аргентинців першого покоління, народжених єврейськими іммігрантами з України. Густаво навчався в англійській середній школі в Буенос-Айресі та в коледжі Ескеела Карлос Пеллегріні. Переднік закінчив університети в Буенос-Айресі та Єрусалимі, закінчив докторантуру з філософії в Нью-Йорку, а також пройшов курси в Сорбонні (Франція), Сан-Маркос (Перу) та Уппсалі (Швеція). Його відзначили як видатного викладача Єврейського університету в Єрусалимі. В Єрусалимі він був директором Інституту єврейських лідерів та Сефардського навчального центру. Він керував програмою «Ай-Тіан» щодо єврейського порозуміння в Китаї та «Програмою освіти щодо єврейської ролі в цивілізації». Він одружився у 1985 році з Рут Кестенбаум, психологом- освітянкою з Лондона. У них є п'ятеро дітей.Він проживає зі своєю родиною на околиці Єрусалиму.

## Громадська робота
Переднік викладав у ряді єврейських установ по всій Латинській Америці. Він заснував Центр Hebreo Yonah з Аргентини, який перетворив на молодіжний рух з 2000 членів. У 2001 році створив у Китаї програму єврейського порозуміння Ай-Тіан, завдяки якій читав лекції у багатьох китайських університетах та середніх школах. Переднік був запрошеним лектором у сотню міст у 50 різних країнах. Він опублікував 15 книг та понад 1000 статей про юдаїзм та сучасність та кілька нарисів про стосунки між євреями та китайцями. У червні 2006 року, після лекційного туру в декількох містах Галичини, Іспанія, він заснував Асоціацію друзів Ізраїля Галлегана [Архівовано 13 травня 2020 у Wayback Machine.] (AGAI [Архівовано 13 травня 2020 у Wayback Machine.]).

## Творчість
У 1980 р. його новела "Там у Сантандерсі"була удостоєна Літературної премії «Вікторія Окампо». Вона була опублікована в журналі «Stories» з Бостона в 1985 році. У 1982 році він отримав стипендію Єрусалимських стипендіатів для навчання в Єрусалимі протягом трирічного періоду, під час якого закінчив магістерську освіту в Єврейському університеті та докторантуру в Єврейській теологічній семінарії Нью-Йорка.
Роман Передніка «Ахітофель», фантазія про самогубство, був опублікований у 1988 році. За нього він отримав Літературну міжнародну премію Фернандо Джено.
У 1989 році вийшла його двотомна книга «Я єврей». Наступного року. Єврейський університет призначив його керівником чотирирічних та підготовчих програм, де він читав лекції протягом багатьох років. У 90-х роках він був директором Інституту молодіжних лідерів за кордоном.
Його нарис про юдаїзм та екологію був опублікований у 1990 році і отримав премію Керена Каймета. У 1992 р. його роман «Лемех» був опублікований у Тель-Авіві.
В Інституті молодіжних лідерів Передник створив курс з іудеофобії, який викладав декількома мовами. Він викладав повний курс іудеофобії в кількох університетах Ізраїлю, Іспанії та Латинської Америки.
Починаючи з 2004 року, Переднік читає курси в Уругвайському університеті ОРТ з приводу єврейського внеску в цивілізацію. У 2008 році Передник створив виставку на цю тему, яку презентували в основних місцях Аргентини.
Його роман «Мовчання Дарвіна» був опублікований у 2007 році. У 2009 році вийшла його книга «Вбити без сліду» про теракти Ірану в Аргентині. Книга була представлена у ряді міст Ізраїлю, Аргентини та Латинської Америки.

## Твори
- Там у Сантандерсі (1980)
- Ахітофель (1988) [Архівовано 15 липня 2020 у Wayback Machine.]
- Я єврей (1989)
- Захист чотирьох тисяч років — юдаїзм та екологія (1990)
- Лемеч (1992)
- Юдеофобія (2001) [Архівовано 22 липня 2009 у Wayback Machine.]
- Іспанія зірвана — ісламістський терор і пробудження Заходу (2004) [Архівовано 20 липня 2020 у Wayback Machine.]
- Великі мислителі (2005) [Архівовано 21 вересня 2018 у Wayback Machine.]
- Мовчання Дарвіна (2006) [Архівовано 20 липня 2020 у Wayback Machine.]
- Видатні мислителі (2006)
- Відомі мислителі (2007)
- Новатор та його оточення
- Курс по юдеофобії [Архівовано 22 липня 2009 у Wayback Machine.]
- Програма єврейської освіти
- Вбити без сліду (2009)
- Батьківщина — це Книга (2010) про вплив єврейської Біблії на західну цивілізацію
- Людство і шахи (2012)
- Кафканія (2012)
- Аутопсія соціалізму (2013) спільно з економістом Альберто Бенегасом Лінчем
- Сабра (2014) у співавторстві з Маркосом Агінісом
- Померти в Аргентині (2017) про вбивство свого друга Альберто Нісмана

Нариси антологій:
- Наївна іспанська іудофобія, в огляді єврейських політичних досліджень 15: 3–4, Єрусалимський центр громадських справ, осінь 2003, стор. 87–110.
- L'Espagne en Les навички neufs de l'antisemitisme en Europe, Collection Dissidence, Éditions Café Noir, Париж, 2004, стор. 133–53.
- Китайці єврейського походження в Кайфензі, Альтернативні орієнталізми, Кембриджські стипендії, Велика Британія, 2007